# NGC 4695
NGC 4695 é uma galáxia espiral barrada (SBbc) localizada na direcção da constelação de Ursa Major. Possui uma declinação de +54° 22' 28" e uma ascensão recta de 12 horas, 47 minutos e 32,0 segundos.
A galáxia NGC 4695 foi descoberta em 24 de Março de 1791 por William Herschel.